# Arczagły-Ajat
Arczagły-Ajat (ros. Арчаглы-Аят) – osiedle w Rosji, w obwodzie czelabińskim, w rejonie warnieńskim. W 2010 liczyło 1231 mieszkańców.